# Urca (navio)

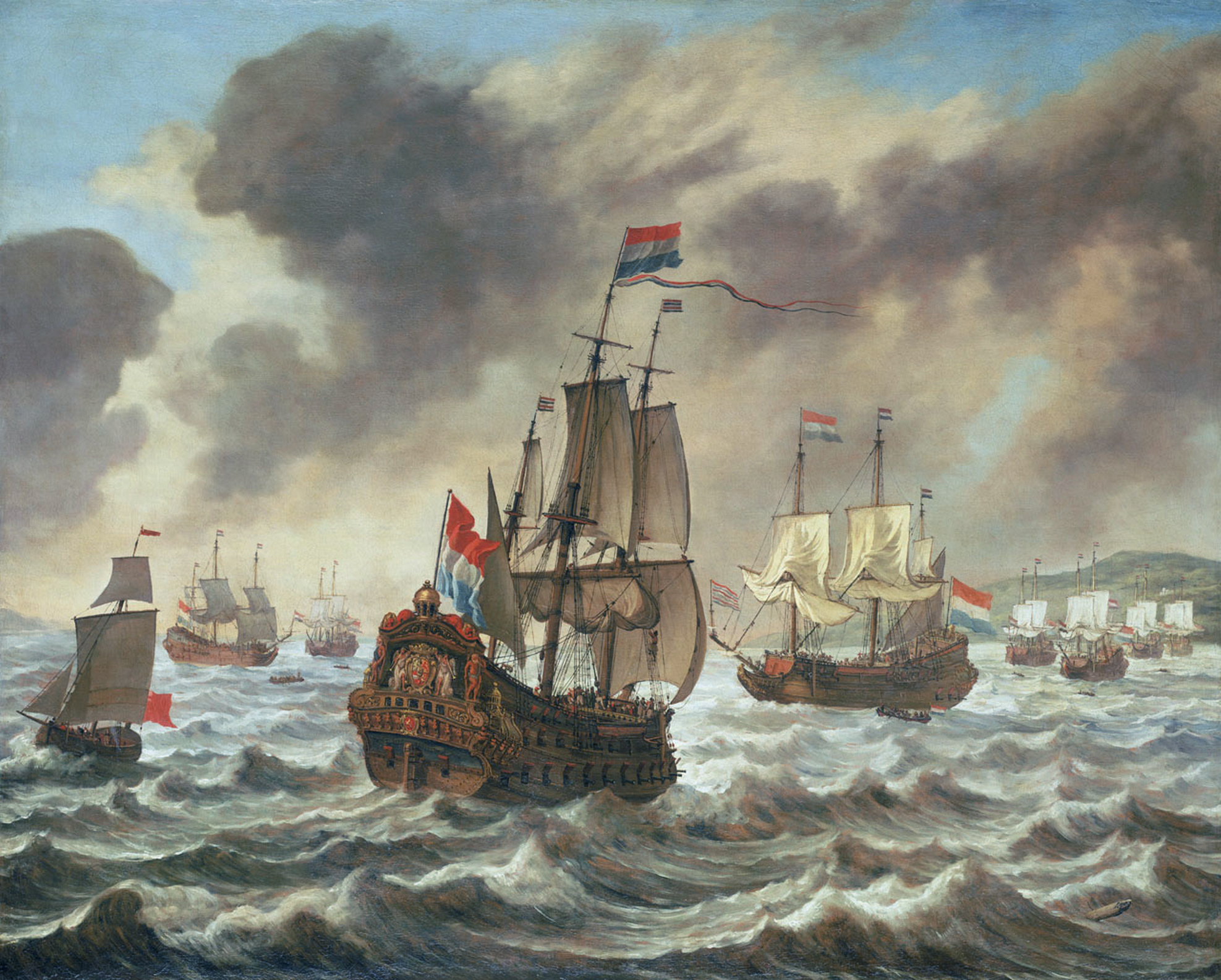
Urca no quadro Antes da Batalha das Dunas, de Reinier Nooms (c. 1639), representando o bloqueio holandês da costa inglesa.

A urca (em neerlandês:  hulk) é um tipo de veleiro mercante.

## Etimologia
O navio é denominado "hulk" em holandês e inglês. O nome vem do grego holkos, que significa navio mercante, o que é compatível com a utilização desse tipo de barco como embarcação para o transporte de carga. A palavra "hulk" também tem um significado medieval de "oco" ou "em forma de envelope", que também se adequa à forma básica do hulk.
Na área da náutica, urca refere-se à uma embarcação grande de transporte.

## Características
A urca é um navio veleiro, de grande porão, aparelhado com de três mastros redondos, usado para o transporte de mercadorias a partir da Idade Média.
Era semelhante à fragata, e foi a predecessora da carraca e da caravela.

## História
Típica da República Unida dos Países Baixos, foi empregada do século XI até XVIII. Podia ser armada e foi utilizada durante o conflito hispano-neerlandês.
No século XIV, as regulamentações inglesas impuseram maiores impostos às urcas ao contrário de outros navios, o que significava que eles estavam carregando mais carga do que outros navios. Esse fato aponta para um aumento no tamanho do casco das urcas. Durante o mesmo século, a Liga Hanseática adotou a urca como seu principal navio, porque ele era capaz de rivalizar com a capacidade de transporte da coca.
Em 1715, o navio Urca de Lima, uma urca espanhola que fazia parte da frota da prata, afundou na costa leste de Flórida.